# Забавные игры (фильм, 1997)
«Забавные игры» (англ. Funny Games) — экспериментальный фильм, снятый австрийским режиссёром Михаэлем Ханеке в 1997 году. Фильм вызывал массу противоречивых отзывов у зрителей и кинокритиков и считается одной из самых спорных работ Михаэля Ханеке.
Спустя ровно 10 лет Михаэль Ханеке снимет авторемейк собственного же фильма, название и сюжет которого идентичны своему предшественнику. Единственными отличиями стали актёрский состав и то, что фильм был снят на английском языке, а действие было перенесено в США.

## Сюжет
В свой загородный дом на живописном озере приезжают муж, жена и 10-летний сын. К ним приходят два молодых парня, представившиеся гостями соседей. У обоих на руках белые перчатки. Молодые люди решили позабавиться. Они убили собаку и предложили хозяевам пари.

## Актёры
- Сусанна Лотар — Анна
- Ульрих Мюэ — Георг
- Арно Фриш — Пауль
- Стефан Клапчински — Жоржи
- Франк Гиринг — Петер
- Дорис Кунстманн — Герда
- Кристоф Бантцер — Фред
- Моника Заллингер — Ева
- Вольфганг Глюк — Роберт

## Награды и номинации
- 1997 — номинация на «Золотую пальмовую ветвь» Каннского кинофестиваля
- 1998 — два приза кинофестиваля Fantasporto: награда критиков и специальная награда жюри

## Факты о фильме
Михаэль Ханеке изначально хотел снять фильм в США, но по финансовым соображениям ему пришлось снимать картину, не уезжая из своей страны. Спустя 10 лет он всё-таки снимет фильм в США с этим же сюжетом.
Фильм демонстрировался на Каннском кинофестивале. К середине фильма треть зрителей покинула зал.
Жак Риветт воспринял фильм очень отрицательно, назвав его «позором» и «дерьмом».
В фильме присутствует пара метасцен, когда один из маньяков как бы управляет самим фильмом.